# Suspense
Suspense (die oder der Suspense) ist ein Anglizismus aus der Theater-, Film- und Literaturwissenschaft. Der englische Begriff leitet sich von lat. suspendere („aufhängen“) ab und bedeutet „Spannung“ in Bezug auf den Ausgang von Ereignissen. 

## Hitchcock und Highsmith
Alfred Hitchcock wurde oft als „Master of Suspense“ bezeichnet. Er unterschied Suspense von Surprise: Während Surprise ein unerwartetes Ereignis charakterisiert, meint der Begriff Suspense die Erwartung eines Ereignisses ohne sein Eintreffen. Hitchcock selbst gab seinem Interviewpartner François Truffaut in Mr. Hitchcock, wie haben Sie das gemacht? folgendes Beispiel: Wenn eine versteckte Bombe unter einem Tisch, an dem mehrere Leute frühstücken, plötzlich explodiert, ist dies ein Schreck und unterhält 20 Sekunden lang; wenn der Zuschauer die Lunte jedoch lange brennen sieht und die Figuren nichts davon ahnen, ist dies Suspense und fesselt fünf oder zehn Minuten lang. Einsatz filmischer Mittel und Kosten bleiben sich gleich, bei besserem Effekt. Beim Suspense im Sinne von Hitchcock muss also zwischen dem Wissen von Figuren und dem Wissen der Leser bzw. Zuschauer unterschieden werden.
In Hitchcocks Film Psycho (1960) ist die Spannung der berühmten Duschszene, in der ein Mord geschieht, vom Typus Surprise: Die Aufregung des Zuschauers entsteht schockartig. Die darauf folgende Spannung ist dagegen vom Typus Suspense, weil der Mord nach Hitchcocks Aussage das Ausmaß der Bedrohung klargemacht hat und daher keine hektischen Aktionen zur Aufrechterhaltung der Spannung mehr nötig sind.
Patricia Highsmith vermeidet es in ihrem Werkstattbericht Suspense oder Wie man einen Thriller schreibt 1966, den Begriff Suspense inhaltlich zu definieren, und spricht eher von einem literarischen Genre hauptsächlich US-amerikanischen Ursprungs, das mit bestimmten Publikumserwartungen, einer bestimmten Haltung der Kritiker und einem eher geringen Prestige in der Literaturszene verbunden ist. Spannungstypen mit bestimmten Genres gleichzusetzen, ist allerdings ein fragwürdiges Unterfangen: Denn Suspense kann nicht nur in Thrillern und Kriminalromanen, sondern unter anderem auch in Abenteuerromanen vorkommen.

## Surprise – Suspense – Mystery
Als Oberbegriff für dramatische Spannung wird in der Regel der Begriff Tension verwendet. Als Unterteilung hat sich die wissenschaftliche Literatur auf die drei Begriffe Surprise, Suspense und Mystery geeinigt. In der Praxis sind diese drei Spannungstypen stets miteinander verbunden.
- Surprise bezeichnet eine akute Bedrohungssituation, die zumeist nur kurz anhält (und sich nur bedingt zeitlich strecken lässt). Der Kontext der Erzählung ist für diese Form der Spannung in der Regel unerheblich. Wird beispielsweise der Filmheld unmittelbar von einem Mörder angegriffen, so ist dieser Vorgang in praktisch jeder Situation spannend. Überraschung ist ein wesentlicher Moment zur Erzeugung von Tension.
- Suspense beschreibt einen weiter gefassten Spannungsbogen und ist ohne die semantischen Zusammenhänge kaum vermittelbar. Im obigen Beispiel könnte der Mörder nach einem gescheiterten Anschlag entkommen. Dadurch wäre die Gefahr eines erneuten Angriffs gegeben, und die Spannung bleibt erhalten, ohne dass die weitere Handlung selbst bedrohliche Elemente enthalten muss. Im Gegensatz zum Überraschungsmoment basiert Suspense auf dem Konzept der Vorhersehbarkeit.
- Mystery steht für eine eher kognitive Spannung, die mit dem Rätseln der Leser oder Zuschauer über den weiteren Verlauf zusammenhängt. Die bekannteste Variante ist das Whodunit, die Frage nach einem Täter, die sich erst am Schluss löst. Diese Art Spannung entsteht durch das Vorenthalten von Information. Sie wird sowohl von Hitchcock als auch von Highsmith als zweitrangig betrachtet.

Darüber hinaus gibt es den Spannungstyp Puzzle. Die Spannung ergibt sich dadurch, dass der Leser oder Zuschauer verschiedene Aspekte eines Textes nicht in einen sinnvollen Zusammenhang bringen kann. Im Film Babel wird der Leser zum Beispiel mit einem Strang in Marokko, einem Strang in Japan und einem Strang in den USA konfrontiert. Er ist gespannt, wie diese zusammengeführt werden.

## Psychologische Suspenseforschung
Psychologen setzen sich seit den 1990ern intensiv mit Suspense auseinander. In einer Definition von Suspense als Emotion beschreibt der US-amerikanische Medienpsychologe Dolf Zillmann Suspense als „emotionale Reaktion, die typischerweise aus akuter Besorgnis um beliebte Protagonisten entspringt, die durch unmittelbar erwartete Ereignisse bedroht werden, wobei diese Besorgnis aus einer hohen aber nicht vollständigen subjektiven Gewissheit über das Eintreten der erwarteten bedauernswerten Ereignisses erwächst“.

### Das Erwarten unerwünschter Ereignisse
Konflikt – der Aufeinanderprall gegensätzlicher Kräfte – ist das Kernelement dramatischer Darstellungen seit der Überwindung des aristotelischen Dramas im 18. Jahrhundert.  Die mit Vorahnungen um die Auflösung derartiger Konflikte verbundene emotionale Erfahrung macht Suspense aus. Bei der Rezeption eines Textes oder Filmes entsteht Suspense aus der Befürchtung, dass etwas Unerwünschtes eintritt, oder aus der Hoffnung auf das Eintreten eines erwünschten Umstands. Damit der Rezipient ein Ereignis erwartet, muss ein spannender Text bzw. Film ihm Vorwissen vermitteln. Zudem muss der Rezipient auf Grundlage des Textes Präferenzen hinsichtlich der Ausgangs-Alternativen bilden können. Ob ein Ereignis erwünscht oder unerwünscht ist, hängt davon ab, was der Text diesbezüglich suggeriert. Empirische Untersuchungen zeigen, dass Ängste wie Hoffnungen gleichermaßen abhängen von der Größe einer Gefahr sowie von der emotionalen Einstellung des Lesers gegenüber den Akteuren. Die Größe einer Gefahr bzw. eines Anreizes beschreibt, was für die Figuren auf dem Spiel steht. Sie kann reichen vom Nicht-Erreichen eines Zieles bis hin zu körperlichen Schäden und Tod. Hoffnungen und Ängste bezüglich desselben Ereignisses fallen für beliebte und unbeliebte Protagonisten unterschiedlich aus.

### Die Beziehung zum Protagonisten
Medien-Rezipienten empfinden Suspense, während sie Zeuge dramatischer Ereignisse werden, die andere Personen betreffen. Sie sind weder direkt bedroht, noch haben sie eine Möglichkeit, den Verlauf der Ereignisse zu beeinflussen. Die hilflose Erregung, in die der Rezipient trotzdem gerät, entspricht Disstress. Der Erregungstransfer von der literarischen / filmischen Figur auf den Rezipienten funktioniert über einen Umweg: Zwar ist nur der Protagonist in Gefahr. Doch der teilnehmende Beobachter erkennt, was für diesen auf dem Spiel steht. Mit dem Ergebnis, dass er mit dem unmittelbar Betroffenen mitfühlt. Voraussetzung dafür, dass aus einem Beobachter ein teilnehmender, mitfühlender Beobachter werde, ist Empathie. Demnach muss ein Text, um Spannung zu erzeugen, den Leser zum teilnehmenden Beobachter machen.
Wie die Beziehung zwischen Rezipient und Figur aufgebaut wird, dazu gibt es verschiedene Ansätze. Die einen sagen, dass dies über Ähnlichkeiten zwischen Rezipient und Figur, die zum Beispiel das Alter, den Lifestyle, das Geschlecht etc. betreffen. Andere gehen davon aus, dass die positive Relation über einen moralisch vorbildlichen Helden hergestellt wird.

### Zwischen Ungewissheit und subjektiver Gewissheit
Suspense resultiert aus offenen Fragen nach dem Fortgang einer Geschichte. Empirische Untersuchungen belegen, dass nicht Ungewissheit das Suspense-Erlebnis intensiviert, sondern im Gegenteil die subjektive Gewissheit, dass der beliebte Protagonist zu Schaden kommt. Hingegen unterbindet totale subjektive Gewissheit über den Story-Ausgang jeden Suspense. Gewissheit über ein künftiges Schaden bringendes Ereignis bereitet einen Rezipienten kognitiv vor, sodass er bei Konfrontation mit diesem Ereignis vor zu starkem emphatischem Disstress geschützt ist. Die Gewissheit, dass dem Protagonisten nichts geschieht, verhindert Spannung, da kein Grund für ein irgendwie geartetes Mitfühlen besteht.  Die größte Spannung entsteht also theoretisch dann, wenn die subjektiv geschätzte Wahrscheinlichkeit für einen positiven Ausgang sehr klein, aber größer Null ist.

### Erwartete Erfolgswahrscheinlichkeiten
Rezipienten schätzen Erfolgswahrscheinlichkeiten, indem sie die Höhe einer Gefahr mit den Defensivkräften der Protagonisten in Verbindung setzen – also mit deren Fähigkeit, eine Herausforderung zu bewältigen. So ist etwa die Wahrscheinlichkeit, dass Menschen im Zuge eines Tsunami zu Schaden kommen, umso geringer, je früher diese über die nahende Gefahr informiert werden, je günstiger ihr Standort ist, je besser ausgerüstet und je kräftiger sie sind. Rezipienten empfinden in dem Maße größere Spannung, wie die Lösungsmöglichkeiten in einer Handlung reduziert werden – etwa wenn einem Helden die Munition ausgeht. Da die Erfolgswahrscheinlichkeiten vom Verhältnis von Gefahr bzw. Anreiz und der Defensivkraft des Protagonisten abhängt, kann der Suspense sowohl über die Erhöhung der Gefahr als auch über eine Verringerung der Defensivkräfte der Protagonisten gesteigert werden. In Anlehnung an die Musikwissenschaften wird diese Technik als Crescendo bezeichnet. Entsprechend haben nur solche Textkonstellationen Suspense-Potential, in denen die Auseinandersetzung sympathischer Protagonisten mit bedrohlichen oder verlockenden Ereignissen angekündigt wird, denen diese Figuren nicht gewachsen zu sein scheinen.

### Erzeugung
Ausgehend von diesen Erkenntnissen muss ein spannender Text bzw. Film zeigen, dass ein Protagonist in einen Konflikt gerät. Er muss die Gefahr (bzw. den Anreiz) offenlegen, der der Protagonist ausgesetzt ist, und die Konsequenzen des maximal möglichen negativen Ergebnisses verdeutlichen.
- Titel stiften bestimmte Erwartungen: Jäger des verlorenen Schatzes, Der Freund meiner Freundin, Tod eines Handlungsreisenden, Warten auf Godot
- Genre-Konventionen implizieren ein bestimmtes Eintreffen (z. B. der Überwältigung des Widersachers durch den Helden oder die Klärung des Rätsels durch den Ermittler/Detektiv)
- Informationsvergabe
- Konflikte zwischen Beleidigtem (Protagonist) und Beleidiger (Antagonist) oder in der Brust des Beleidigten (Innenkampf) stellen einen Entscheidungskampf in Aussicht, auf dessen Ausgang man spannt
- ein überraschender Vorfall – häufig ein Mord – heischt nach Aufrollung seiner Vorgeschichte, auf deren Klärung man gespannt ist (Whodunnit)
- Mantik – Träume, Ahnungen, Symbole, Vorhersagen, aufziehendes Wetter oder verheißende Musik implizieren ein bestimmtes Eintreten

Sobald ein Text oder Film einen negativen Ausgang etabliert haben, kann die negative Konsequenz als Anschlusspunkt dienen für Versuche von Figuren, die Gefahr abzuwenden. Dabei können mehrere Figuren kooperieren. Sie können auch unabhängig versuchen, der Gefahr auszuweichen. Einzelne Versuche können sich in Teilversuche aufspalten, die dann jeweils scheitern oder erfolgreich sein können.

## Strukturelle Merkmale

### Bestandteile
Suspense zerfällt in Erwartung und Zweifel. Die Erwartung ist an die Vorstellung von etwas künftig Eintreffendem geknüpft. Da jede vorgestellte Zukunft auch nicht eintreffen kann, ist ihre Erwartung immer auch mit der Vorstellung von Nicht-Erfüllung oder – positiver – dem Eintritt von etwas anderem verbunden, dessen Wahrwerden die Verwirklichung des ursprünglich Erwarteten verhindern würde. Im Zustand von Suspense oder Spannung springt nun die Phantasie des Zuschauers zwischen solch entgegengesetzten Zukunftsvorstellungen, einer befürchteten und einer erhofften („Er schafft’s!“ – „Er schafft’s nicht!“ – „Er schafft’s doch!“ usw.), hin und her. Beim Suspense gibt es also immer genau zwei Möglichkeiten. Der negative Ausgang tritt ein oder er tritt nicht ein.

### Sorten
Je nach Erwartungs-Inhalt handelt es sich um eine Entscheidungs- oder Erklärungsspannung. Im ersten Fall ist man gespannt auf den Ausgang des Außen- oder Innenkampfes zwischen Held und Widerspiel, im zweiten auf die Erklärung eines rätselhaften Umstands (in der Regel eines Mords im Kriminalroman). Entscheidungs- beziehungsweise Erklärungsspannung bedingen unterschiedliche Formen der Überraschung.
Zum Ziel der Erwartung können entweder berechnende oder beschwörende Handlungen führen. Die Berechnung steht etwa bei einem ungestört verlaufenden Diebstahl im Vordergrund, die Beschwörung bei einer Liebeswerbung. Beim (unmanipulierten) Glücksspiel helfen weder die Berechnung noch die Beschwörung, daher hat es eine besondere dramaturgische Bedeutung.

### Stärke
Die Stärke des Spannungsgefühls hängt von der Wichtigkeit der vorgestellten künftigen Ereignisse für den Protagonisten, mehr noch aber für den Zuschauer (wie brennend seine persönlichen Interessen davon berührt sind) ab sowie von der Erheblichkeit des Unterschiedes zwischen Erhofftem und Befürchtetem.

### Verlauf
- Anspannung – künftiges Ereignis taucht in Phantasie auf
- Überraschung – Nicht-Erfüllung oder Eintreffen von etwas anderem scheint möglich
- Verwicklung – Voraussetzungen der Erfüllung vollziehen sich eine nach der anderen, unterbrochen durch neue zweifelbegründende Ereignisse
- Lösung – nach den Erfahrungsgesetzen muss die Erfüllung, indem der Ring der Notwendigkeiten sich schließt, eintreten.

## Geschichtliche Entwicklung
Suspense als öffentlich geduldetes und gefördertes Medienphänomen gibt es erst seit dem Sport oder dem Bühnenmelodram seit dem späteren 18. Jahrhundert. Das öffentliche Entfachen starker Emotionen setzt ein recht hohes Zivilisationsniveau voraus, um nicht aus dem Ruder zu laufen. Zudem stand die christlich-mittelalterliche Ethik, die sich in Opposition zu den römischen Wagenrennen und Gladiatorenkämpfen entwickelt hatte (Tertullian), jeder Art von Suspense entgegen.
Der Soziologe Norbert Elias hat das Aufkommen einer gesellschaftlich positiv bewerteten Spannung seit dem Spätmittelalter untersucht und bringt mit ihm das Entstehen des Sports in Zusammenhang. Er schlägt als Voraussetzung dafür den Begriff Mimesis vor: Ein sportlicher Kampf sei kein ernster, sondern ein spielerischer, gleichsam nachgeahmter Kampf und die damit verbundene Spannung sei daher etwas Angenehmes.